# Монастерио де Латтапиат, Агеда
Агеда Монастерио де Латтапиат (исп. Agueda Monasterio de Lattapiat; 3 апреля 1776 — 6 февраля 1817) — одна из героинь Чилийской войны за независимость. Она служила повстанцам в качестве разведчика и посланника.

## Ранние годы
Агеда Монастерио де Латтапиат происходила из семьи, относившейся к среднему классу в Чили. Её родителями были дон Игнасио Монастерио и Антония Лемус Сильва, чьи семьи пользовались известностью и уважением. Её отец был купцом, сумевшим создать комфортные условия жизни для Агеды и её семи братьев и сестёр: четверых мальчиков и трёх девочек. В возрасте 14 лет Агеда была выдана замуж за Жана Латтапиа, французского морского офицера, прославившегося во время обороны порта Буэнос-Айреса от англичан. Политик, писатель и журналист Висенте Грез писал об этой паре, что «его меч был известным и устрашающим, а её характер был также силён, как сталь». В браке у них родилось пятеро детей: Франсиско, Бруно, Хуан, Мануэла и Хуана.

## Участие в революции
Роялисты, поддерживавшие власть испанского короля, подавляли любые признаки революции, которая могла бы вспыхнуть. Напряжённость была настолько высока в то время, «что практически каждый человек в Сантьяго носил при себе оружие на улицах города». Часто столкновения происходили посреди улицы. В одной из таких стычек, произошедшей 1 апреля 1811 года, был ранен сын Агеды. Именно тогда она впервые проявила свою храбрость и готовность умереть за своих детей, когда бегала посреди перестрелки, стремясь перенести своего раненого сына в безопасное место.
В этот же период испанские власти наложили ограничения на торговлю с французами, англичанами и американцами. Используя это решение, наносившее урон местным торговцам, Агеда возбуждала среди них недовольство политикой испанской короны. Учитывая широкий круг общения купцов, революционные настроения распространялись очень быстро. Те, кто твёрдо верил в независимость Чили, могли узнать у торговцев, чем занимаются их единомышленники и где они встречаются.
Агеда стала важной участницей движения за независимость в Чили. Её имя было хорошо известно, благодаря положению семей её и её мужа, поэтому в её доме часто собирались её политические единомышленники. Кроме того, её дом также находился в чрезвычайно удобном месте, став центром сбора нужной информации. Висенте Грес отмечал:
В её гостиной, скромной, конечно, комнате, собиралось не элегантное общество, а люди куда более серьёзные, даже суровые, по своему мировоззрению, те, кто жил своим трудом и был обязан своим успехам теми удобствами и удовольствиями, которые были у них. Их общество составляли демократические силы; они были наиболее заинтересованы в своей собственной независимости наряду с независимостью республики.
Агеда и её дочь Хуана пересылали секретные письма между различными комитетами, вовлечёнными в организацию восстания, делая это в собственном доме. Она стала отвечать за входящую и исходящую почту ссыльных чиновников. Послания Агеды информировали изгнанных чиновников о революционных новостях Чили. Эти уведомления помогали изгнанникам планировать свои нападения на испанцев в Чили в нужное время. Жан Латтапиа также выступал за независимость Чили, за что был отправлен в ссылку. Преследование её мужа вызывало ещё большее эмоциональное напряжение у Агеды. Агеда была хорошо известна в Чили, благодаря истории своей семьи, служившей испанской королевской семье, и военному происхождению её мужа. Испанское правительство заподозрило её в шпионаже и вскоре предупредило, что если она продолжит свою деятельность, то попадёт в тюрьму.

## Заключение
Продолжив шпионить, посылать письма и быть в центре революционного движения, Агеда была брошена в тюрьму. В конце 1816 года патриоты начали вторую революцию, и роялисты хотели, чтобы она раскрыла свои связи. Они верили, что это предотвратит новую революцию. Рискуя собственной жизнью, Агеда отказалась выдать своих союзников. Испанский губернатор приказал построить виселицу на главной площади города, чтобы она могла видеть её из своей камеры. Ей не разрешалось разговаривать ни с членами своей семьи, ни с друзьями. Дополнительную психическую нагрузку на неё оказывали допросы, а недоедание ослабляло её физические силы. Когда угроза неминуемой смерти не вызвала у неё реакции, испанский губернатор, известный своей «способностью к свирепой жестокости», пригрозил отрубить руку её дочери на её глазах. Узнав об этой угрозе уже сами роялисты вмешались, чтобы остановить исполнения этой безумной задумки. Они освободили её из тюрьмы, проводив Агеду и Хуану домой. Скорее всего, это было сделано не из-за сострадания к Агеде, а из-за опасений, что её сильная популярность в народе наверняка вызовет восстание в случае подобного издевательства над ней.

## Смерть
Агеда Монастерио де Латтапиат умерла через несколько дней после освобождения из тюрьмы. Умственное и эмоциональное напряжение оказали фатальное влияние на неё. Она скончалась 6 февраля 1817 года, за шесть дней до победы патриотов при Чакабуко, случившейся 12 февраля.